# بنتن (کنتاکی)
بنتن (به انگلیسی: Benton) شهری در ایالت کنتاکی کشور ایالات متحده آمریکا است که جمعیت آن در سرشماری سال ۲۰۱۰ میلادی، ۴٬۳۴۹ نفر بوده‌است.